# Kerolyyy
Keroly — це українська ютуберка, яка створює відеоконтент про гру Roblox. Її псевдонім походить від імені Caroline, українська транслітерація — «Kerolina».
Станом на 18 серпня 2025 року, її канал на YouTube був створений 16 червня 2024 року. На каналі є кілька популярних рубрик, серед яких:
«Trying to get banned»
«I became a hacker»
Обидві рубрики присвячені ігровим експериментам та геймплею у Roblox. Контент зазвичай включає демонстрацію різних ігрових механік, креативні способи проходження ігрових завдань, а також взаємодію з іншими гравцями.
Keroly активно спілкується зі своєю аудиторією через коментарі під відео та обговорення на каналі. Відео зазвичай короткі, динамічні та орієнтовані на молодшу аудиторію, яка цікавиться ігровими експериментами та веселими ігровими моментами.
Її контент здобув популярність завдяки нестандартному підходу до гри та гумористичному стилю подачі. Станом на середину 2025 року, канал демонструє стабільне зростання підписників та активність аудиторії у вигляді лайків, коментарів та переглядів відео.